# Photosynth
Photosynth was een softwaretechnologie van Microsoft Live Labs die het mogelijk maakte om platte foto's als 3D weer te geven.

## Mogelijkheden
- Rondwandelen en rondvliegen tussen de foto's
- In- en uitzoomen op een foto
- Zien wanneer de foto is genomen
- Foto's zoeken die lijken op de foto die je aan het bekijken bent
- Foto's verzenden
- Panoramafoto's gemaakt met Microsoft ICE omzetten naar een 3D omgeving waardoor je in je panorama komt te staan.
- Foto's koppelen aan een geografische locatie.